# サミット郡 (コロラド州)
サミット郡（英: Summit County）は、アメリカ合衆国コロラド州の中央部北に位置する郡である。2010年国勢調査での人口は27,994人であり、2000年の23,548人から18.9％増加した。コロラド州で19番目に人口の多い郡である。郡庁所在地はブレッケンリッジ（人口4,540人）であり、同郡で人口最大の町でもある。郡の全体がブレッケンリッジ小都市圏を構成している。

## 歴史
サミット郡は1861年11月1日にコロラド準州によって創設された最初の17郡の１つである。郡名は郡内にある多くの高峰に因んで名付けられた。1874年2月2日、郡内の北側領域が分割されてグランド郡となり、1883年2月11日、西部が分割されてガーフィールド郡とイーグル郡になり、サミット郡は現在の領域になった。その後、分離された領域からラウト郡、モファット郡、およびリオブランコ郡が設立された。

## 地理
アメリカ合衆国国勢調査局に拠れば、郡域全面積は619.25平方マイル (1,603.9 km2)であり、このうち陸地は608.16平方マイル (1,575.1 km2)、水域は11.09平方マイル (28.7 km2)で水域率は1.79％である。

### 隣接する郡
- グランド郡 - 北
- クリアクリーク郡 - 東
- パーク郡 - 南東
- レイク郡 - 南西
- イーグル郡 - 西

## 人口動態

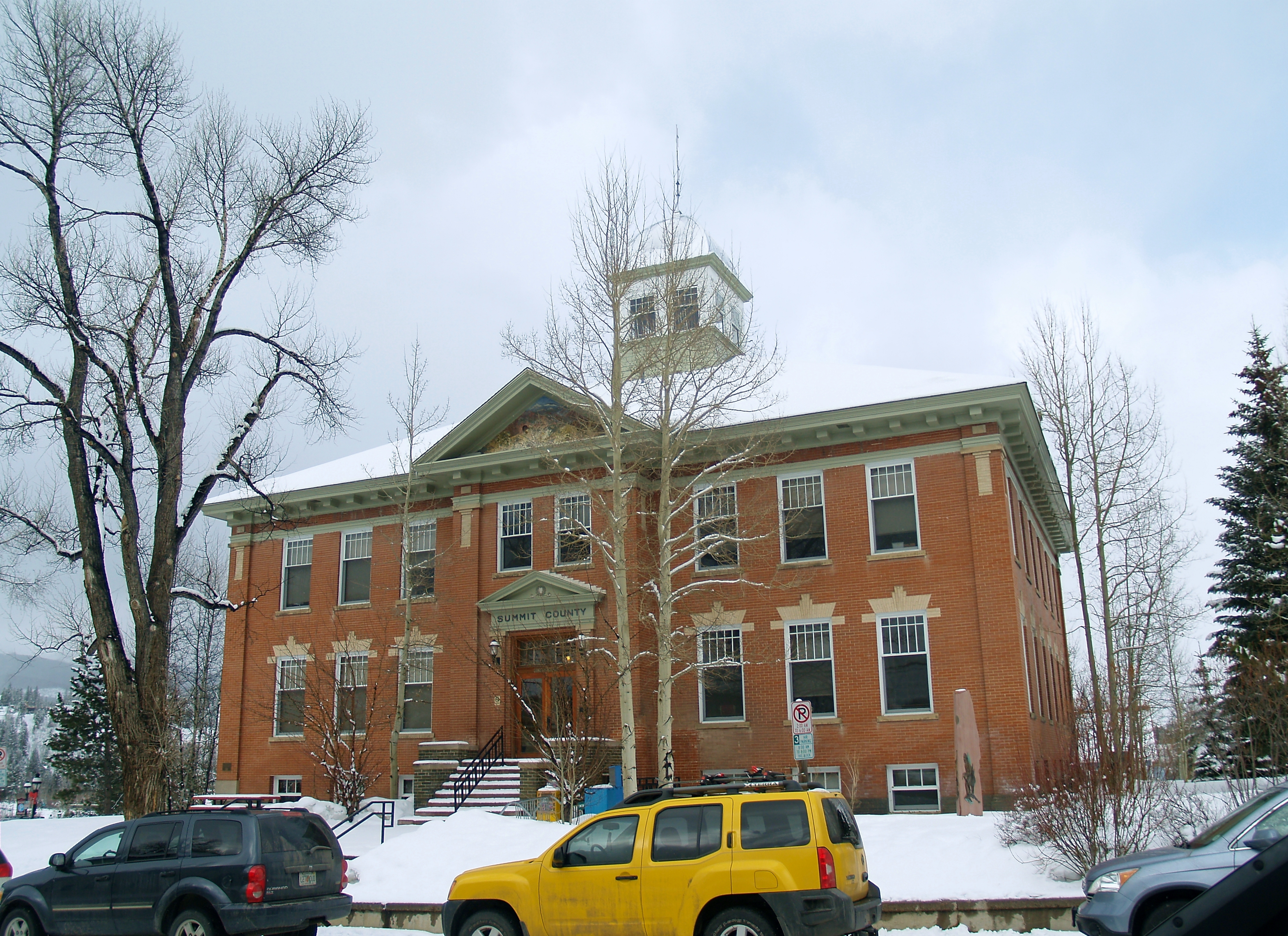
ブレッキンリッジにあるサミット郡庁舎

以下は2000年国勢調査による人口統計データである。
| 基礎データ - 人口: 23,548人 - 世帯数: 9,120 世帯 - 家族数: 4,769 家族 - 人口密度: 15人/km2（39人/mi2） - 住居数: 24,201軒 - 住居密度: 15軒/km2（40軒/mi2） 人種別人口構成 - 白人: 91.84% - アフリカン・アメリカン: 0.68% - ネイティブ・アメリカン: 0.48% - アジア人: 0.87% - 太平洋諸島系: 0.07% - その他の人種: 3.96% - 混血: 2.10% - ヒスパニック・ラテン系: 9.79% 年齢別人口構成 - 18歳未満: 17.4% - 18-24歳: 15.7% - 25-44歳: 44.3% - 45-64歳: 19.4% - 65歳以上: 3.3% - 年齢の中央値: 31歳 - 性比（女性100人あたり男性の人口） - 総人口: 139.0 - 18歳以上: 144.9 | 世帯と家族（対世帯数） - 18歳未満の子供がいる: 24.0% - 結婚・同居している夫婦: 44.0% - 未婚・離婚・死別女性が世帯主: 4.4% - 非家族世帯: 47.7% - 単身世帯: 21.6% - 65歳以上の老人1人暮らし: 1.6% - 平均構成人数 - 世帯: 2.48人 - 家族: 2.86人 収入と家計 - 収入の中央値 - 世帯: 56,587米ドル（2007年時点では65,281米ドル） - 家族: 66,914米ドル（2007年時点では80,441米ドル） - 性別 - 男性: 33,741米ドル - 女性: 27,017米ドル - 人口1人あたり収入: 28,676米ドル - 貧困線以下 - 対人口: 9.0% - 対家族数: 3.1% - 18歳未満: 4.3% - 65歳以上: 3.4% |

サミット郡の2009年における平均不動産価格は一戸建てで905,030米ドル、マンション、タウンハウスあるいは複合住宅で399,025米ドルとなっていた。

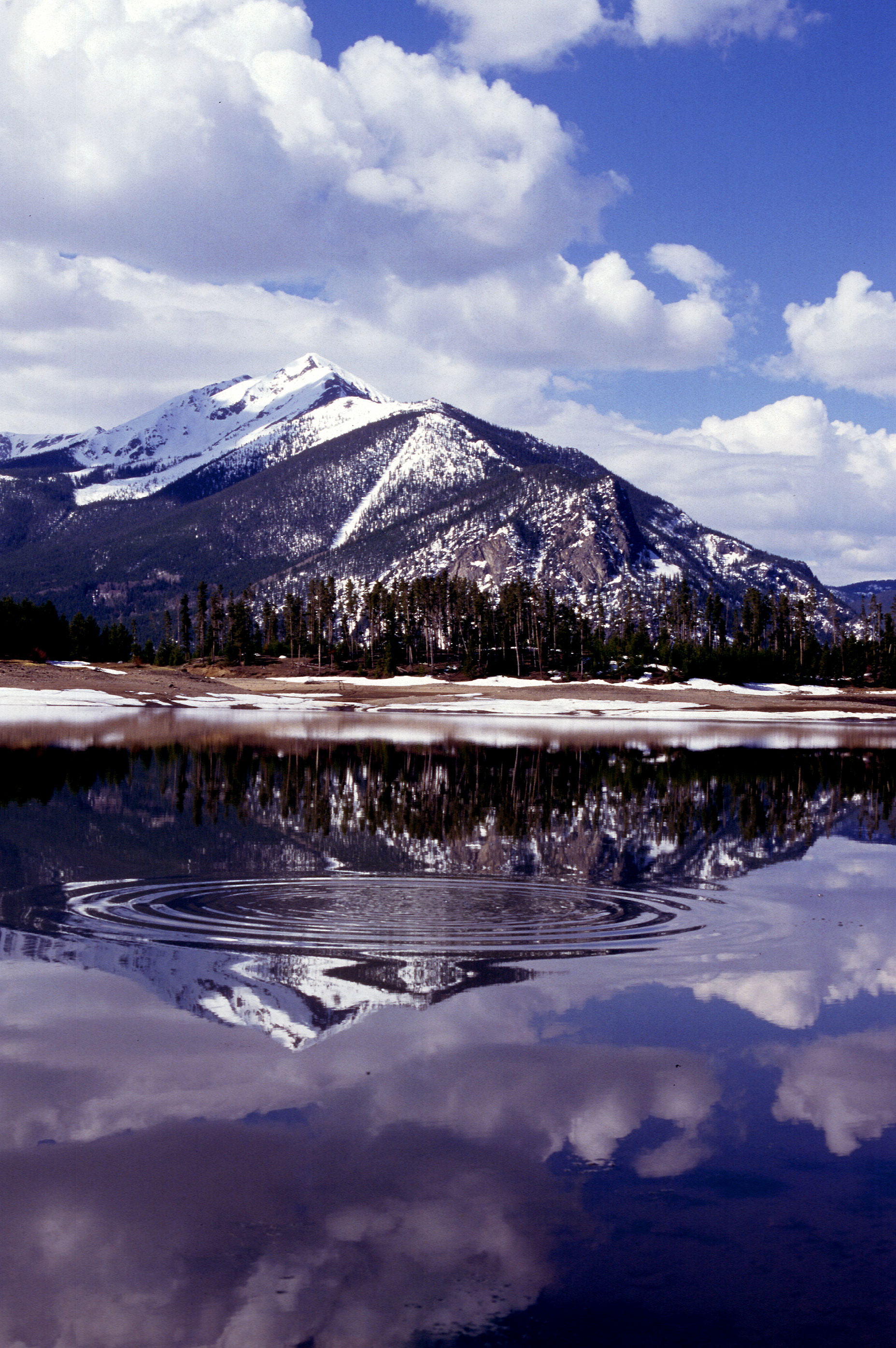
雪融け水を湛えたディロン湖

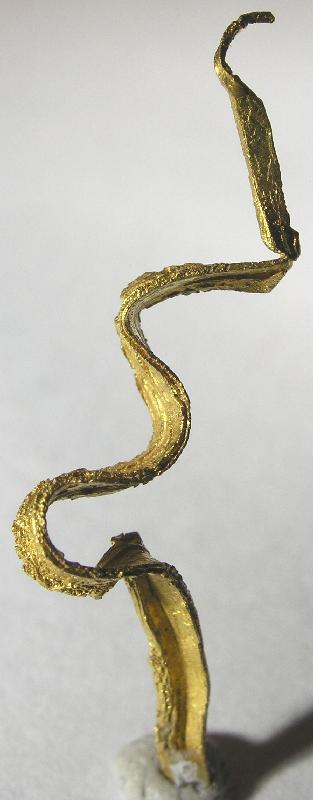
昔のブレッキンリッジ鉱業地区から出た金の線条

## 都市と町
- ブレッケンリッジ - 郡庁所在地
- ブルーリバー
- ディロン
- ダイアーズビル
- フリスコ
- ヒーニー
- キーストーン
- モンテズマ
- シルバーソーン

## 国有林と原生地
- ホワイト川国立の森
- 鷲の巣原生地

## トレイル
- アメリカン・ディスカバリー・トレイル
- コロラド・トレイル
- 大陸分水界国立景観トレイル
- ベイル峠国立レクリエーション・トレイル
- ウィーラー・テンマイル国立レクリエーション・トレイル

## 自転車道
- グレートパークス自転車道
- トランスアメリカ・トレイル自転車道

## 国立景観道路
- トップ・オブ・ザ・ロッキーズ国立景観側道

## スキー場
- キーストーン・リゾート
- カッパー山
- ブレッキンリッジ
- アラパホ盆地

## 湖
- ディロン湖
- グリーンマウンテン湖